# 1-Benzylpiperazin
1-Benzylpiperazin (Abkürzung BZP) wurde ursprünglich als Antiparasitikum entwickelt. Im Tierversuch wurden dann jedoch antidepressive und amphetamin-ähnliche Wirkungen bei Ratten entdeckt und BZP als Medikament in Antidepressiva und Appetitzüglern eingesetzt. Nachdem starke Nebenwirkungen wie Kopfschmerzen, Bluthochdruck bis zu Erbrechen und Krampfanfällen auftraten, wurde der Wirkstoff vom Markt genommen. BZP wirkt sehr stark anregend und euphorisierend und wird vorwiegend als Partydroge konsumiert. Die Wirkung ist ähnlich, aber schwächer als die Wirkung nach Einnahme von Amphetamin. Als Droge ist BZP unter den Namen A2, Frenzy oder Nemesis bekannt. 1-Benzylpiperazin ist nach der aktuellen Gesetzeslage in den meisten Staaten frei erhältlich. Jedoch sollte es nach Ansicht der Europäischen Kommission Drogenkontrollmaßnahmen und strafrechtlichen Sanktionen unterworfen werden.

## Rechtslage (Deutschland und Europa)
Benzylpiperazin (BZP) ist eine synthetische Substanz, die wie Amphetamin und Methamphetamin das zentrale Nervensystem stimuliert. Der wissenschaftliche Beirat der Europäischen Beobachtungsstelle für Drogen und Drogensucht hat gemäß Artikel 6 des Beschlusses 2005/387/JI des Rates vom 10. Mai 2005 betreffend den Informationsaustausch, die Risikobewertung und die Kontrolle bei neuen psychoaktiven Substanzen (ABl L 127 vom 20. Mai 2005, Seite 32) einen Risikobewertungsbericht erstellt. Danach sollte BZP wegen seiner aufputschenden Eigenschaften, der gesundheitlichen Gefahren und des fehlenden medizinischen Nutzens kontrolliert werden. Daraufhin hat die Europäische Kommission dem Rat der Europäischen Union empfohlen, die Mitgliedstaaten aufzufordern, für die neue synthetische Droge BZP im Einklang mit ihren einzelstaatlichen Rechtsvorschriften die Maßnahmen zu treffen, die erforderlich sind, um BZP den den Risiken der Substanz angemessenen Kontrollen und strafrechtlichen Sanktionen zu unterwerfen.
Der Ratsbeschluss (2008/206/JI vom 3. März 2008) ist am 8. März 2008 wirksam geworden. Da die Herstellung, der Handel und Konsum von BZP mit gesundheitlichen und sozialen Risiken verbunden sei und eine Gefährdungslage bestünde, solle BZP in Deutschland bereits im Vorgriff auf den Ratsbeschluss dem Betäubungsmittelgesetz (BtMG) unterstellt werden. Aufgrund ihrer Bedeutung für Forschung und Analytik wurde die Substanz in Anlage II des BtMG (verkehrs-, aber nicht verschreibungsfähige Betäubungsmittel) aufgenommen und unterliegt mit Wirkung vom 1. März 2008 dem BtMG (vgl. BGBl. I S. 246).